# ムスリム・タート語
ムスリム・タート語（ムスリム・タートご、ムスリム・タート語: Tati/тати）は、イラン語群に属する言語である。話者はアゼルバイジャンおよびロシアに居住するタート人の人々である。山岳ユダヤ人が話すユダヤ・タート語と近い関係にある。

## 言語名別称
- Tat, Muslim
- Muslim Tat
- Mussulman Tati
- Tati

## 方言
- Absheron
- Aruskush-Daqqushchu (Khyzy)
- Balakhani
- Devechi
- Lahyj
- Malham
- Qonaqkend
- Quba
- Qyzyl Qazma
- Surakhani